# Pisco (ciutat)
Pisco és una ciutat peruana, capital del districte i la província homònimes al departament d'Ica. És a uns 230 km al sud-est de Lima a la riba de l'oceà Pacífic, al sud de la desembocadura del riu Pisco. El 2015 s'estimava la seva població en 104.656 habitants.
La ciutat comprèn tant el poble, conegut com Pisco pueblo com el port i el passeig marítim, coneguts com "Pisco playa". Actualment compta amb activitat industrial desmotadora de cotó i algunes altres indústries relacionades amb la farina i oli de peix, tèxtils, xocolates, guano de les illes, etc.
El seu port, agricultura i indústria vitivinícola i del pisco destaquen des dels primers anys del període colonial. Aquesta ciutat peruana apareix als primers mapes coneguts del segle XVI.

## Història
Pisco, nom quítxua que significa "au", és un lloc que era en el territori de les cultures prehispàniques Paracas i Nazca, fins i tot cap al 1000 aC es va produir el primer assentament sedentari degut a les ingents riqueses marines que els antics habitants recollien. En aquest sentit hi ha els vestigis culturals i històrics.
Amb l'establiment del virregnat del Perú, el port de Pisco va servir com a punt de sortida de l'hidrargir de Huancavelica i del pisco que es produïa a les valls properes. Pisco va ser fundada com "vila", sota el nom de "Villa de San Clemente de Mancera", durant el govern del virrei del Perú Pedro de Toledo y Leiva, marquès de Mancera, encara que popularment sempre fou coneguda com "Villa de Pisco". Era un antic establiment indígena relacionat amb l'extracció de guano de les illes, molt apreciat com a fertilitzant al Perú prehispànic.
A Pisco hi havia cinc esglésies, de la Companyia i Sant Joan de Déu. Va ser molt poblada fins a 1685, en què la va saquejar un pirata anglès, quedant també molt maltractada després del terratrèmol de l'any 1687... abunden les vinyes, malgrat el caràcter sorrenc i infecund del terreny creixen els ceps en molts paratges amb la única humitat interior de la terra... proveeix a Lima dels seus vins i destil·lats de raïm i condueix alguns a Panamà, Guayaquil i diverses províncies de la serra.
Pisco va ser víctima de l'atac dels pirates Clerck i David; a més, el 1687, un terratrèmol i el sisme submarí que es va produir a continuació, la va destruir. Aleshores el virrei Melchor Portocarrero, comte de la Monclova, la va traslladar al seu actual emplaçament, refundant-la en 1689 com "Villa de Nuestra Señora de la Concordia de Pisco".

### Independència del Perú
En 1820 va arribar a Pisco l'Expedició Llibertadora sota el comandament de San Martín i O'Higgins, desembarcant en la badia de Paracas, lloc on es va crear la primera bandera i el primer escut nacional del Perú. En consideració a això el 1832, després d'un acord de la Junta Departamental de Lima amb vista a que la Vila de Pisco rebés el títol de "Vila i Port de la Independència», el Congrés del Perú va disposar per llei que aquesta es denominaria «Vila i Port de la Independència», extensiu tal qualificatiu tant al poble, com a la població riberenca. En 1868 la "vila de Pisco" fou designada capital de la nova província de Chincha i el 1898 fou elevada al rang de "ciutat". Sobre això, el 1947, l'historiador de Pico Mamerto Castillo Negrón va expressar que Pisco havia rebut en la seva història dos agregats que feien honors justos al seu mereixement: primer que era "Vila i Port de la Independència" i, segon, el reconeixement com a capital de província.

### Història recent

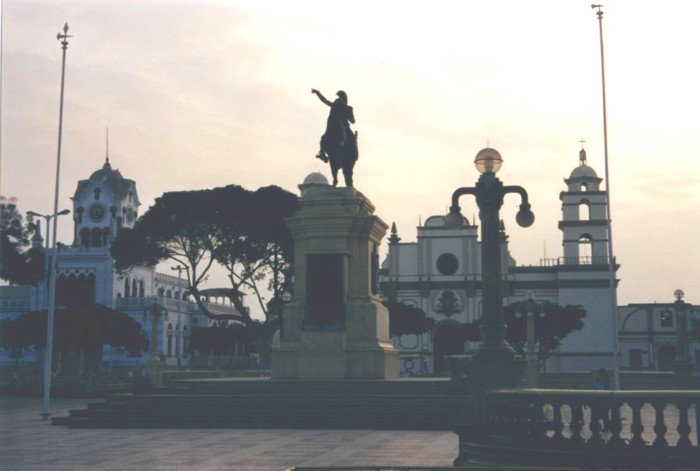
Vista de la plaça Major de Pisco amb l'antiga església de San Clemente abans del terratrèmol de 2007.

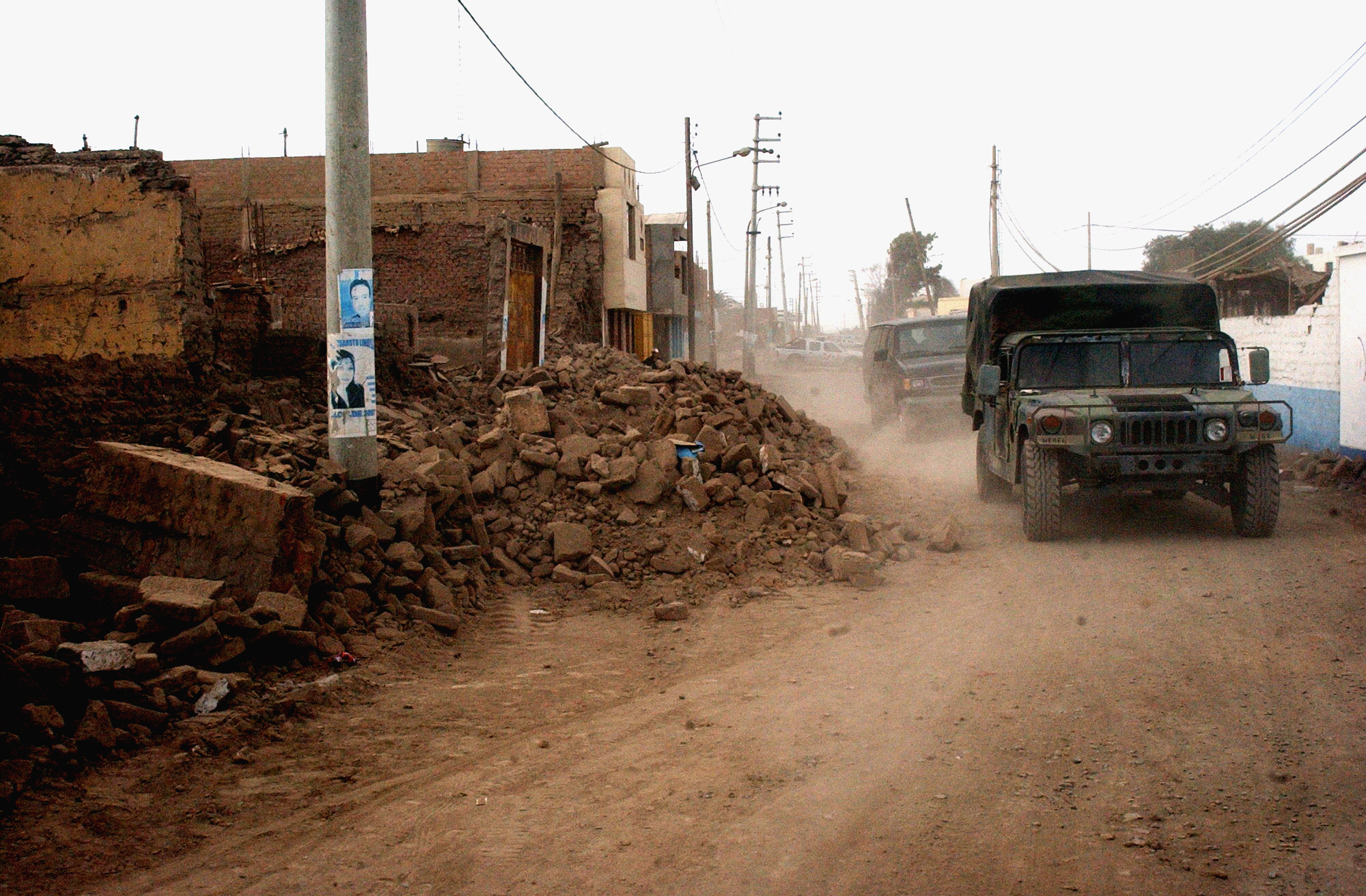
Pisco va ser afectada per un terratrèmol el 2007.

El 15 d'agost del 2007 la ciutat va ser sacsejada a les 18:40 per un fort terratrèmol de magnitud 8.0 a l'escala Magnitud Moment que ensorrà el 70% de la ciutat, provocant la mort de 596 persones, 42 desapareguts i 16.000 cases destruïdes segons xifres de l'INDECI (Institut Nacional de Defensa Civil).

## Clima
Pisco té un clima temperat-càlid, desèrtic i humit, típic de la costa central peruana. D'acord a la classificació climàtica de Köppen, Pisco té un clima desèrtic càlid. Als mesos d'estiu (desembre a abril) els dies són majoritàriament assolellats, arribant a pics màxims de 30 graus de temperatura entre febrer i març. Durant l'hivern (juny a octubre) presenta dies amb boirina i temperatura fresca, però és més agradable que l'hivern de Lima ja que sovint surt el sol fent més agradable el temps. Diversos cops l'any es produeixen els anomenats "vents paracas" que arriben a velocitats de més de 70 km/h en diverses localitats i fan caure encara més la temperatura, presentant-se majoritàriament durant els mesos d'hivern.

## Districtes
La Ciutat de Pisco està dividida en 4 districtes i té una població de 143.163 habitants a l'any 2020, segons l'INEI.
| Pos.  | Districte        | Població 2020 |
| ----- | ---------------- | ------------- |
| 1     | Pisco            | 78.636        |
| 2     | San Andrés       | 15 995        |
| 3     | San Clemente     | 28.904        |
| 4     | Túpac Amaru Inca | 19.628        |
| Total | Total            | 143.163       |

## Atraccions turístiques

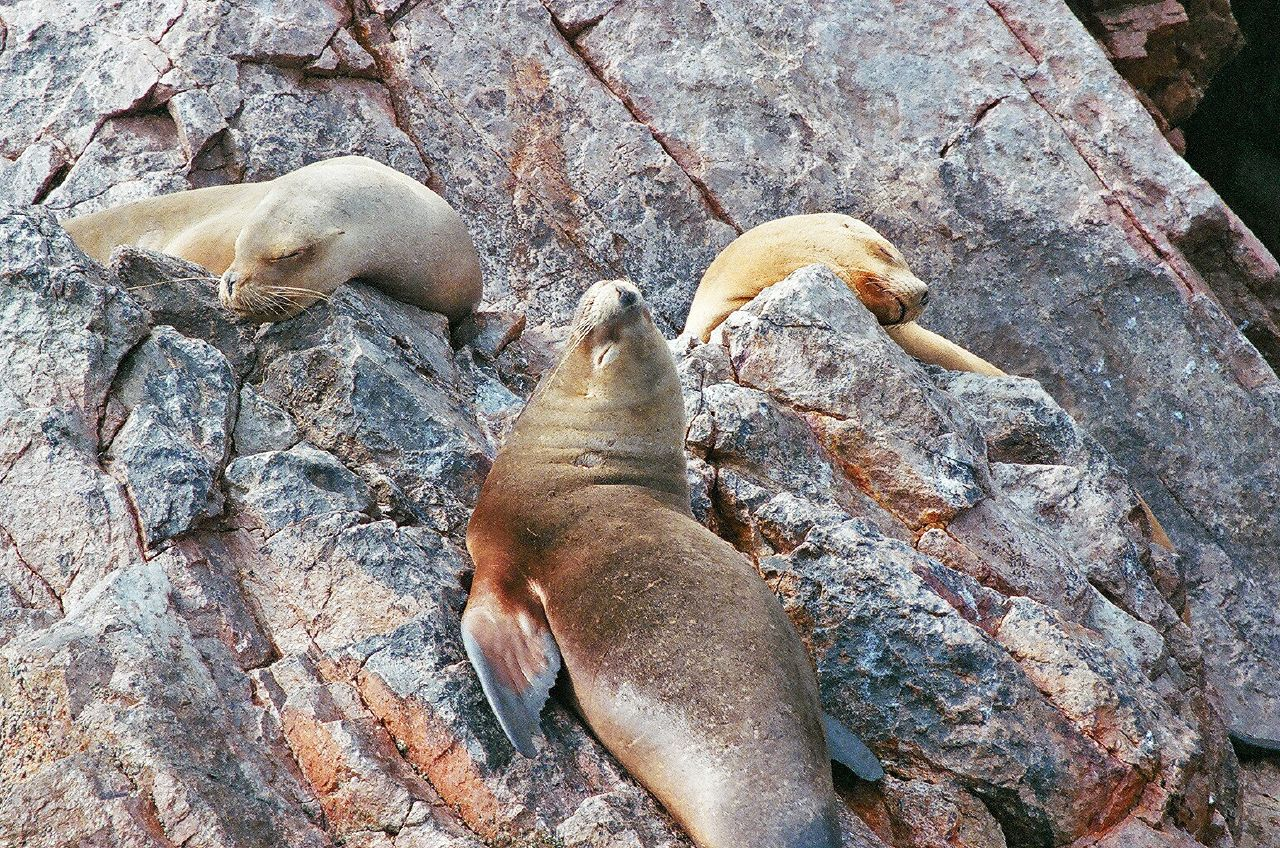
Llops de mar a les illes Ballestas

La seva proximitat a la reserva nacional de Paracas converteix la ciutat de Pisco en un punt de partida per a expedicions tant a la Reserva com al seu litoral, en què destaquen les illes Ballestas. Les illes Ballestas constitueixen un refugi de llops marins i diverses aus. El circuit al lloc es realitza en bots, cosa que permet apreciar aquestes espècies al seu medi ambient de forma segura.

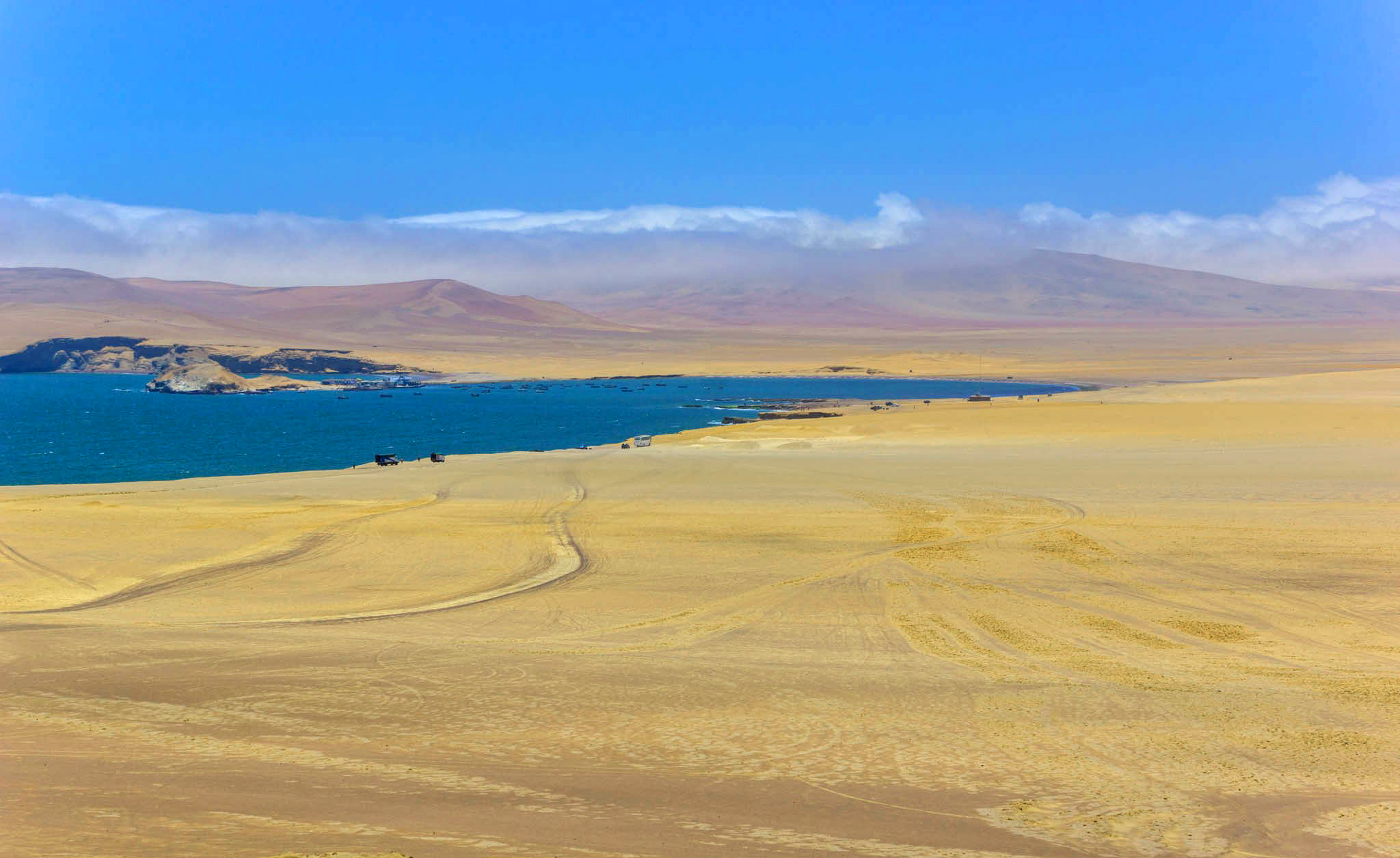
Reserva nacional de Paracas
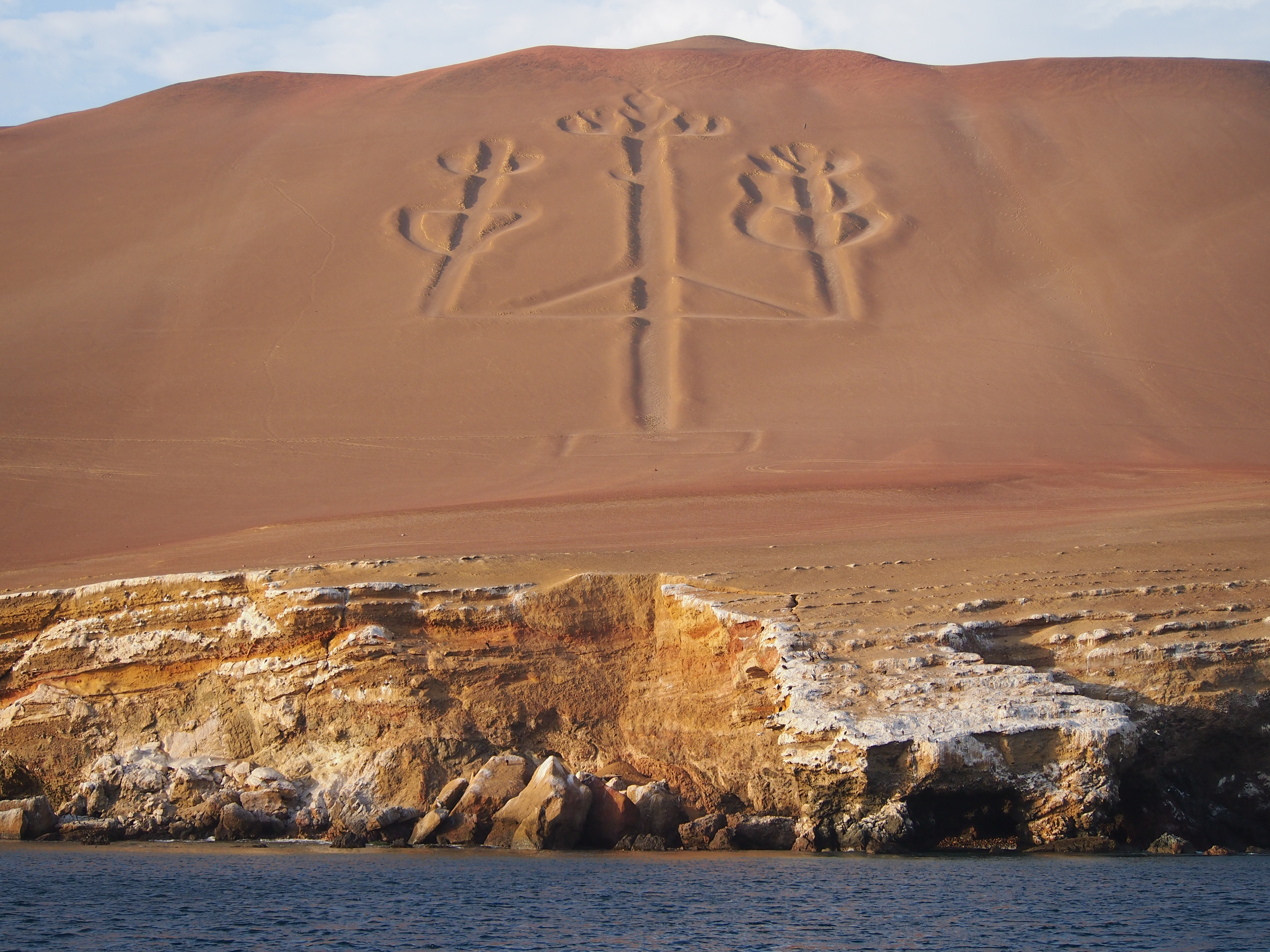
Canelobre de Paracas
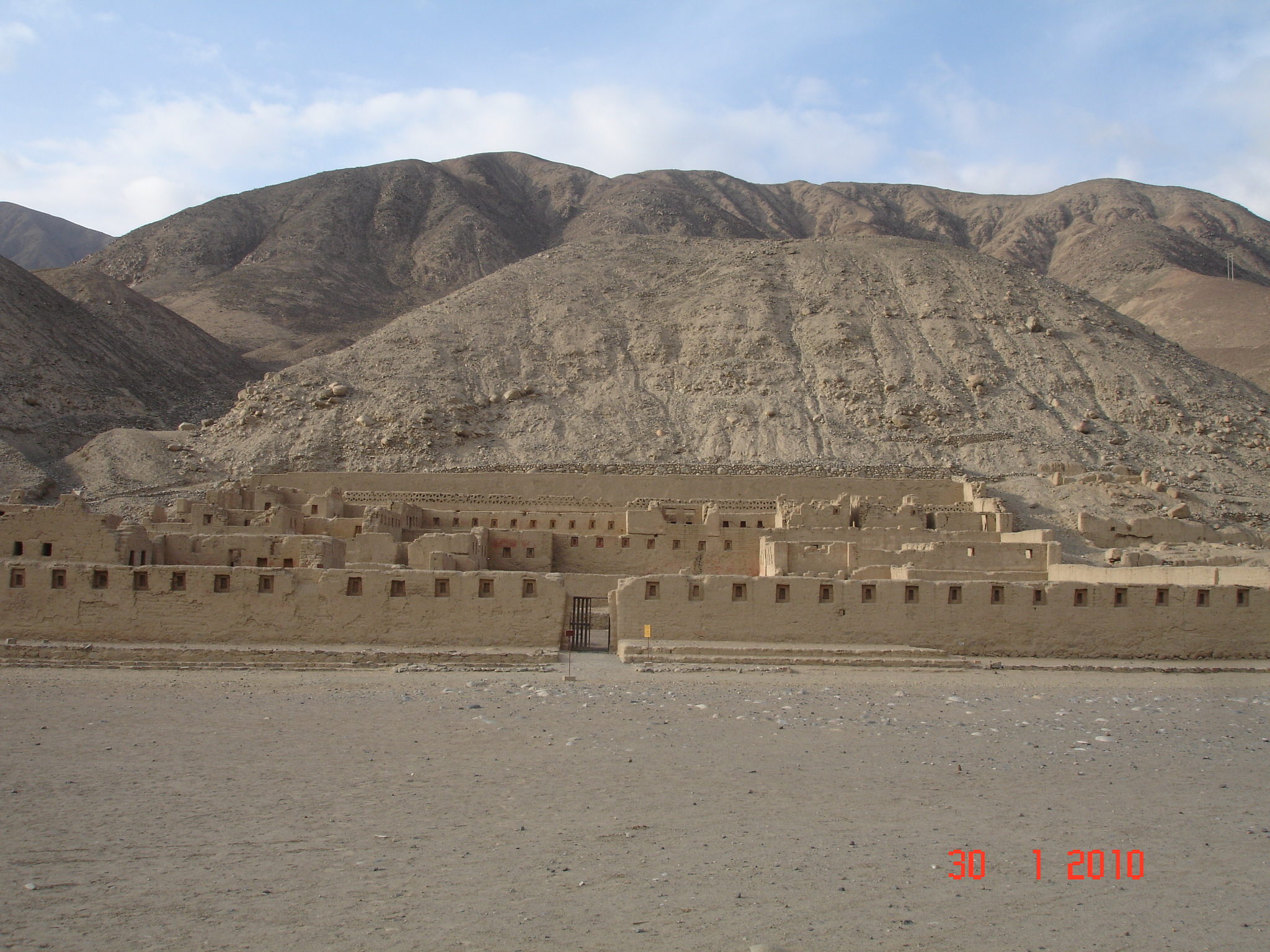
Tambe Colorado
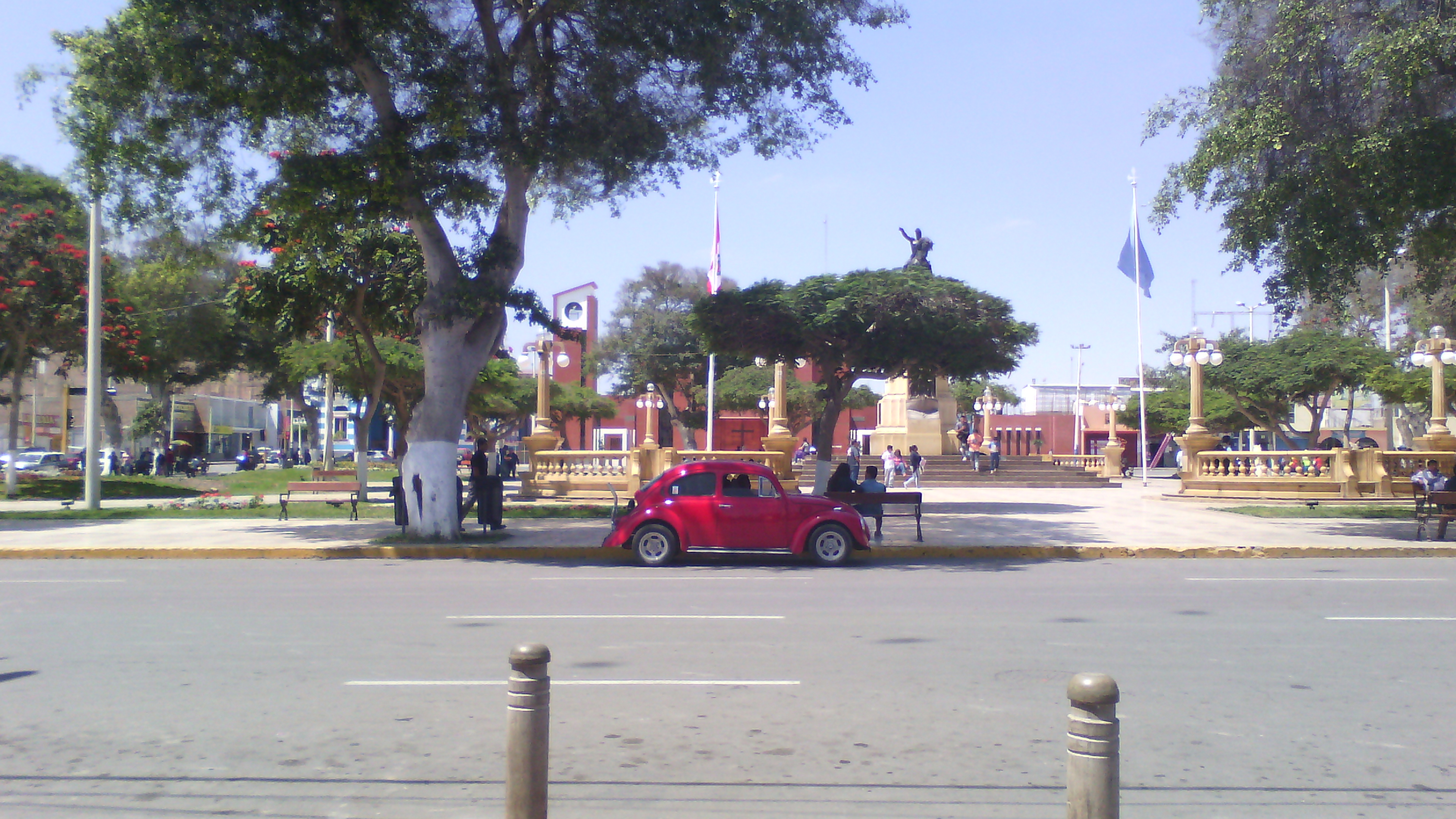
Plaça d'Armes
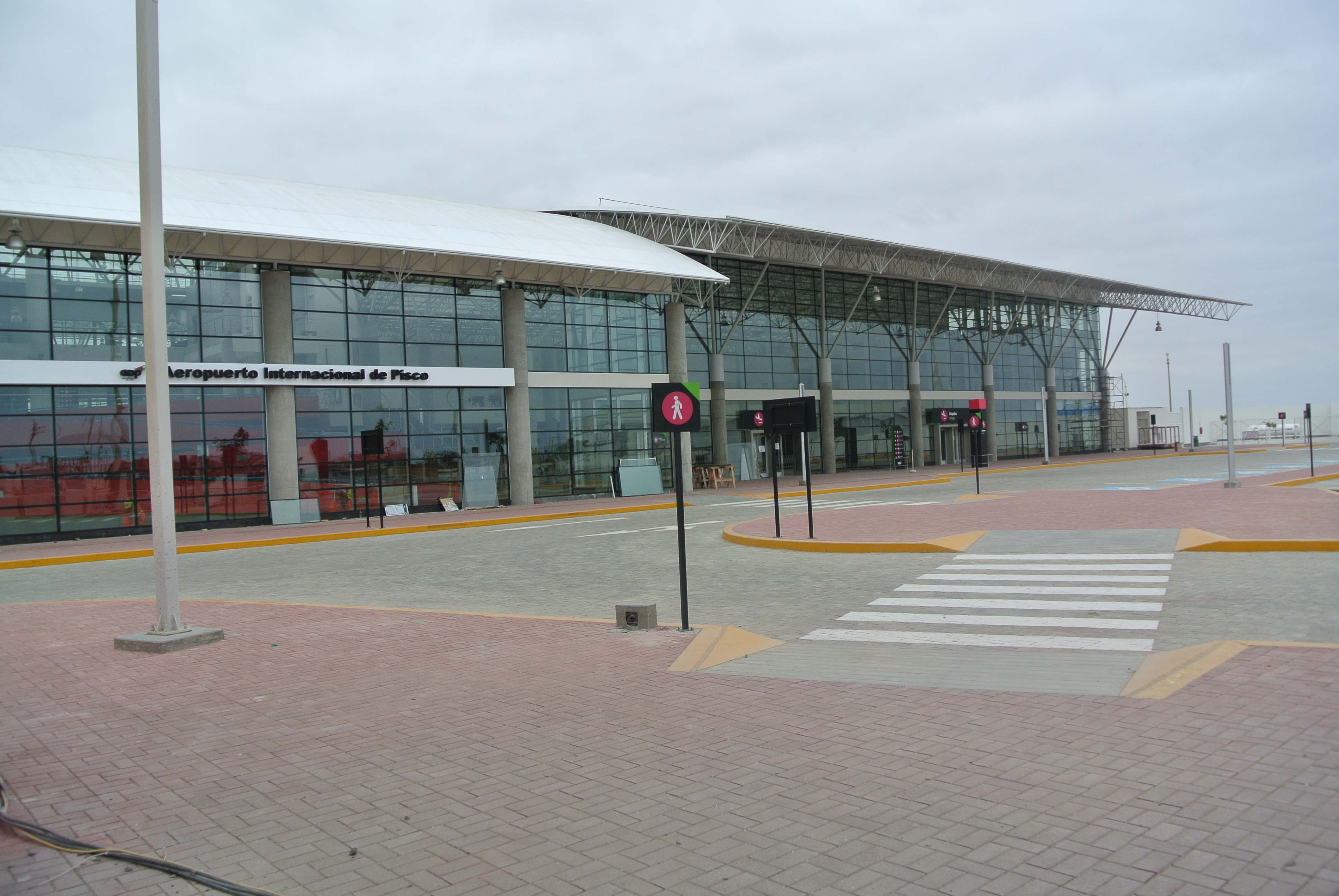
Aeroport de Pisco

## Port de Pisco
L'activitat portuària del Terminal Portuari General San Martín té una gran importància en les activitats pesqueres i agroindustrials, indústria metal·lúrgica i minera de la zona. Els productes que mobilitza estan relacionats amb el desenvolupament socioeconòmic dels departaments d'Ica, Ayacucho, Huancavelica i el nord d'Arequipa.

## Ciutats agermanades
- Puerto Madryn, Argentina[18]
- Tequila, Mèxic[19][20]